# 索命影帶3
《索命影帶3》（英語：V/H/S: Viral）是一部2014年美國恐怖多段式電影。本片為2013年《索命影帶2》的續集，同時為「索命影帶系列」的第三部，由布拉德·米斯卡創作；主要以拾得錄像的方式拍攝。包含一系列多段式短片，由納丘·維加隆多、馬塞爾·薩米托、葛雷格·畢薛普、 賈斯汀·班森和亞倫·穆赫德執導、編劇。
其續集為2021年的《索命影帶94》與2022年的《索命影帶99》和2023年的《索命影帶85》。

## 劇情
凱文是一名業餘攝影師，有天晚上一輛冰淇淋車與警方展開追逐經過凱文家附近。正巧電視上也正在播出這場追逐，並想到這是製作網絡爆紅短片的絕佳機會。但他來不及拍攝鏡頭，看著冰淇淋車飛馳而過他的房子，消失在他的眼前，使凱文只能依冰淇淋車的聲響繼續尋找。在此時，人們在手機上收到奇怪的影片，並播放了三段不可思議、卻又絕對真實的恐怖紀錄…

## 篇章
本電影由多段式恐怖電影的選集呈現，發生在一個架構故事內，共同從一部故事接著觀看以下篇章故事，使每個篇章故事都以拾得錄像的概念連結在一起。

### 〈惡性循環〉（）
由馬塞爾·薩米托執導。
凱文是一名業餘攝影師，有天他和女友艾莉絲在晚上看見一輛冰淇淋車與警方展開追逐經過凱文家附近，正巧電視上也正在播出這場追逐，並想到這是製作網絡爆紅短片的絕佳機會。但他來不及拍攝鏡頭，看著冰淇淋車飛馳而過他的房子，消失在他的眼前；同時艾莉絲也不見蹤影，於是凱文在手機上收到一則播放艾莉絲驚慌失措被關押在冰淇淋車內的影片，迫使凱文也必須找到這輛冰淇淋車。在此時人們在手機上收到奇怪的影片，導致他們變得極度瘋狂。

### 〈偉大的但丁〉（）
由葛雷格·畢薛普執導。
本片為一部調查記錄片，約翰·麥克馬倫是一名拖車公園居民，同時是一位無才的魔術師。有天他尋找到一件曾經屬於哈利·胡迪尼的神祕斗篷，約翰發現穿上斗篷會賦予他施展神奇魔法的能力。之後約翰以「但丁大帝」為藝名，利用斗篷的能力在大批觀眾面前表演，使得聲名大噪。不過之後這件斗篷漸漸失去了魔法，不管怎麼使用都沒有任何效果，直到有次約翰發現，原來斗篷需要依靠「吃人」作為養分才能夠繼續維持魔力，使約翰不得不尋找「食物」餵食這件吃人斗篷...

### 〈平行怪物〉（）
由納丘·維加隆多執導。
在西班牙，一位發明家亞方索為他的最新專案工作，工作項目是設計平行時空傳送門。啟動傳送門後，亞方索目睹了另一個平行時空的自己從另一邊看著自己，這表明傳送門已成功打開通往平行世界的大門。兩位亞方索決定和對方互換身分一同進入對方的平行時空...

### 〈白骨風暴〉（）
由賈斯汀·班森、亞倫·穆赫德執導。
傑森和丹尼是洛杉磯的滑板運動員，他們表演各種特技，希望創作史詩般的滑板影片。他們聘請的攝影師泰勒，建議他們前往蒂華納拍攝滑板電影，因為他聽說過一個適合他們完成影片的最佳滑冰地點，其實是一個歷史悠久的洪水通道，但是他們卻不知道這個地方其實是一群恐怖的邪教徒作為祭祀惡魔的場地，邪教徒們試圖喚醒沉睡的惡魔。

### 〈華麗漩渦〉（）
由陶德·林肯執導。
※本篇章因不符合影片的整體主題而在最後被刪減。本章節作為額外內容附贈在電影的DVD和藍光光碟中，在正片片尾字幕結束後開始播放。
一部沒有對話的超現實短片，講述一個正在追蹤連環殺手的邪惡黑暗組織的故事。

## 演員

### 惡性循環（Vicious Circles）
- 派屈克·勞瑞 飾演 凱文（Kevin）
- 艾蜜莉亞·艾瑞絲 飾演 艾莉絲（Iris）
- 史帝夫·貝瑞斯 飾演 警察
- 史蒂芬妮·西爾弗 飾演 伊瓦（Eva）
- 安琪拉·賈希亞 飾演 卡蘿拉娜（Carolina）

### 偉大的但丁（Dante the Great）
- 賈斯汀·維爾柏 飾演 但丁（Dante）
- 艾咪·亞果 飾演 史嘉莉·凱（Scarlet Kay）
- 丹·卡多 飾演 偵探葛雷格·休斯（Detective Gregory Hugues）
- 史蒂芬·卡多 飾演 特警隊長
- 奈森·莫布利 飾演 戲劇評論家

### 平行怪物（Parallel Monsters）
- 古斯塔沃·薩梅隆 飾演 亞方索（Alfonso）
- 瑪麗安·亞爾瓦茲 飾演 瑪莎（Martha）
- 查維·達烏拉 飾演 奧里歐1號
- 艾斯特班·納瓦羅 飾演 奧里歐2號

### 白骨風暴（Bonestorm）
- 尼克·布蘭柯 飾演 丹尼（Danny）
- 契斯·牛頓 飾演 傑森（Jason）
- 薛恩·布蘭迪 飾演 攝影師泰勒（Taylor）
- 克里斯蒂安·特萊多 飾演 尚恩（Shaun）
- 大衛·卡斯托 飾演 吟誦人
- 安吉爾·薩拉·貝倫 飾演 骷髏臉
- 賈偉德·埃爾·貝爾尼 飾演 骷髏臉
- 麥可·佛洛斯 飾演 骷髏臉

### 華麗漩渦（Gorgeous Vortex）
- 潔登·蘿賓遜 飾演 「皇后」（Empress）
- 夏安·史卡伯勒 飾演 蒙面人
- 傑森·詹姆斯 飾演 蒙面人
- 馬克·史蒂芬·沃德 飾演 蒙面人

## 外部連結
- 官方网站
- 互联网电影数据库（IMDb）上《索命影帶3》的资料（英文）
- AllMovie上《索命影帶3》的资料（英文）
- Box Office Mojo上《索命影帶3》的資料（英文）
- 爛番茄上《索命影帶3》的資料（英文）